# Emdrup

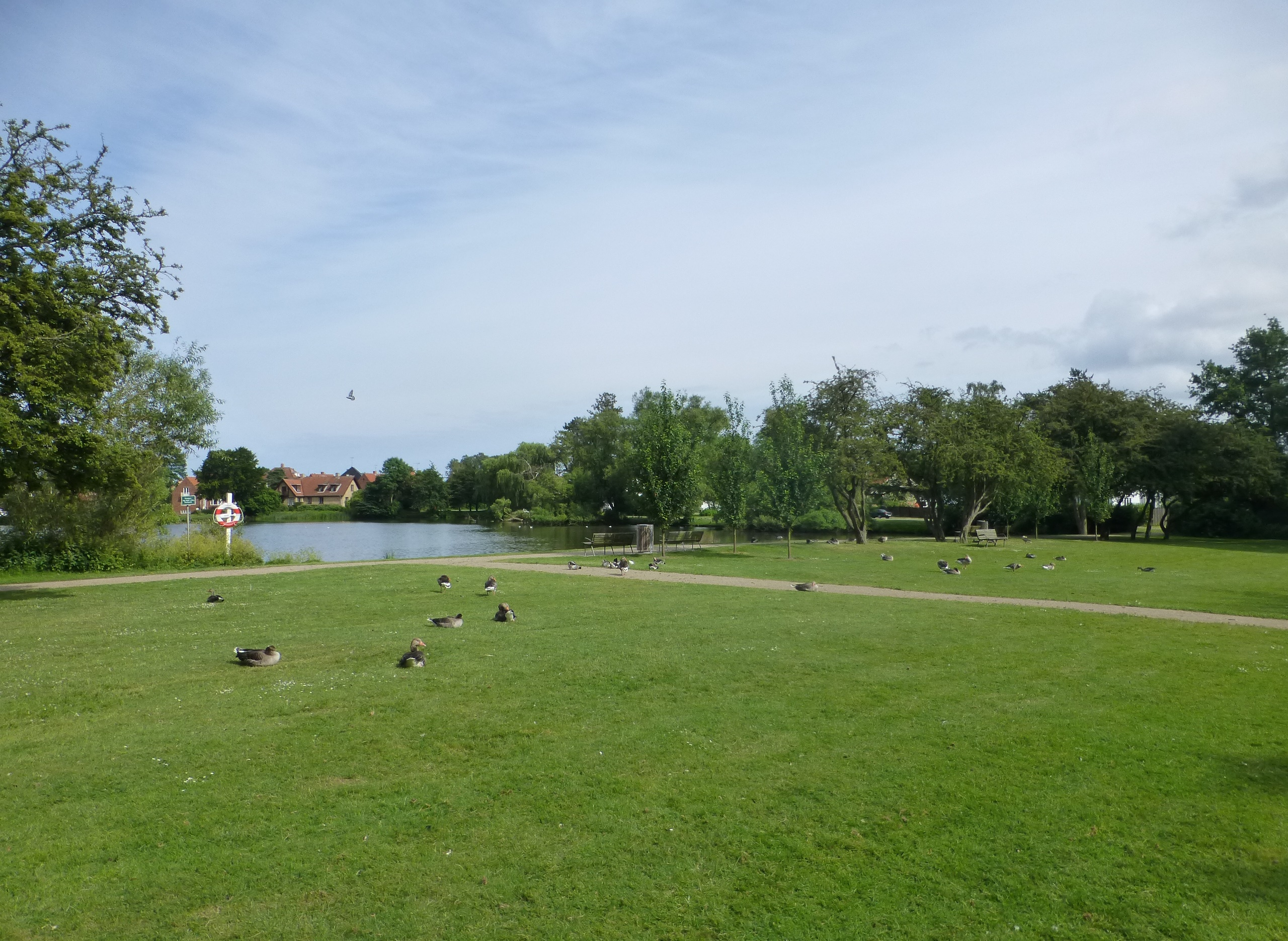
Emdrup Sø

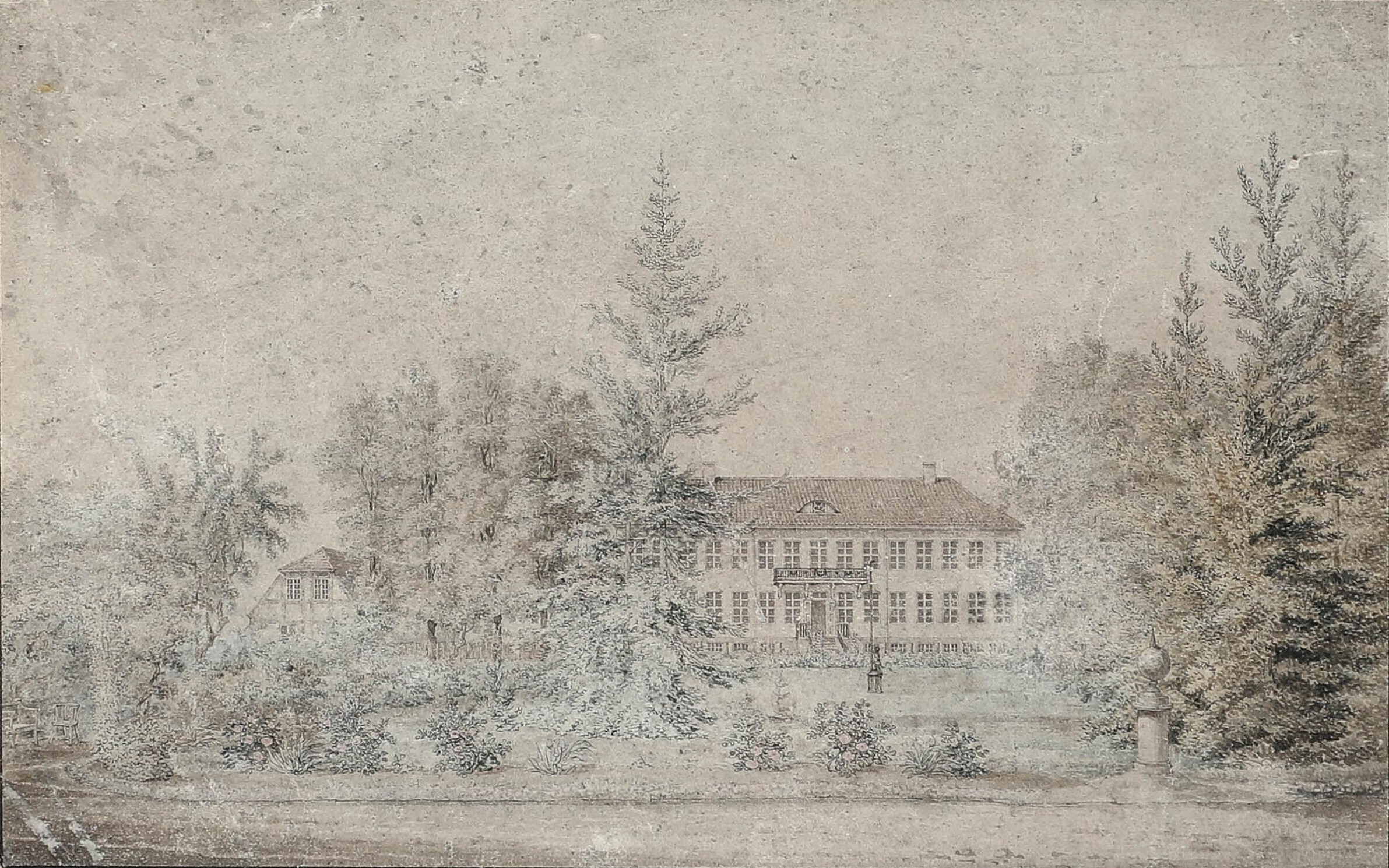
Heinrich Gustav Ferdinand Holm: Emdrupgård set fra haven, omkring 1840

Emdrup är en nordvästlig förort till Köpenhamn i Danmark. Den ligger i Köpenhamns kommun mellan Bispebjerg och Østerbro,
mellan Utterslev Mose i väster och motorvägen till Helsingør i öster. 
Emdrup är huvudsakligen ett bostadsområde med en blandning av flerfamiljshus, radhus och enskilda villor. I stadsdelen  finns Århus universitets campus i Emdrup samt Danmarks Medie- og Journalisthøjskoles campus, tidigare Den Grafiske Højskole.
I stadsdelen ligger Emdrup Kirke från 1961, Emdrup Station samt Emdrup Sø, som dämdes upp 1550 för att säkerställa en tillräcklig vattenförsörjning för Köpenhamn.  
Kända landmärken i Emdrup är Emdrup Skrammellegeplads och radhusen Atelierhusene

## Historik
Emdrup är känt från 1186, då byn under namnet Imbrethorp nämns i det påvebrev, som stadfäste Absalon Hvides rätt till staden Havn med närliggande småorter. 
Endrupgård uppfördes 1712.
Byn växte under slutet av 1800-talet och början av 1900-talet. Emdrup blev inkorporerat i Köpenhamns kommun 1901, bland annat därför att det under slutet av  1800-talet skett en betydande industrialisering i Utterslev.
København-Slangerup Banen invigdes 1906, med en station väster om Emdrup landsby.

## Bildgalleri

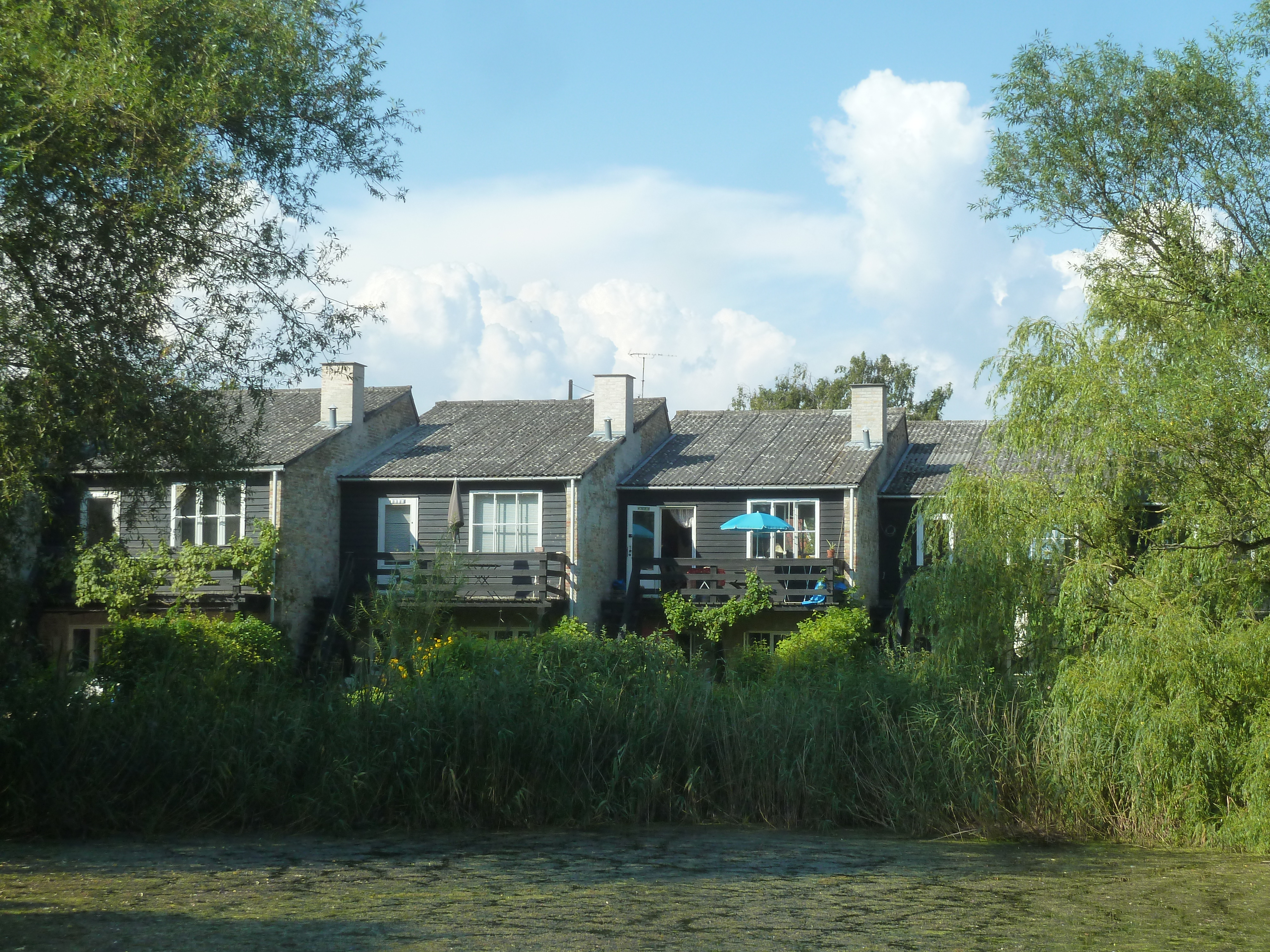
Atelierhusene
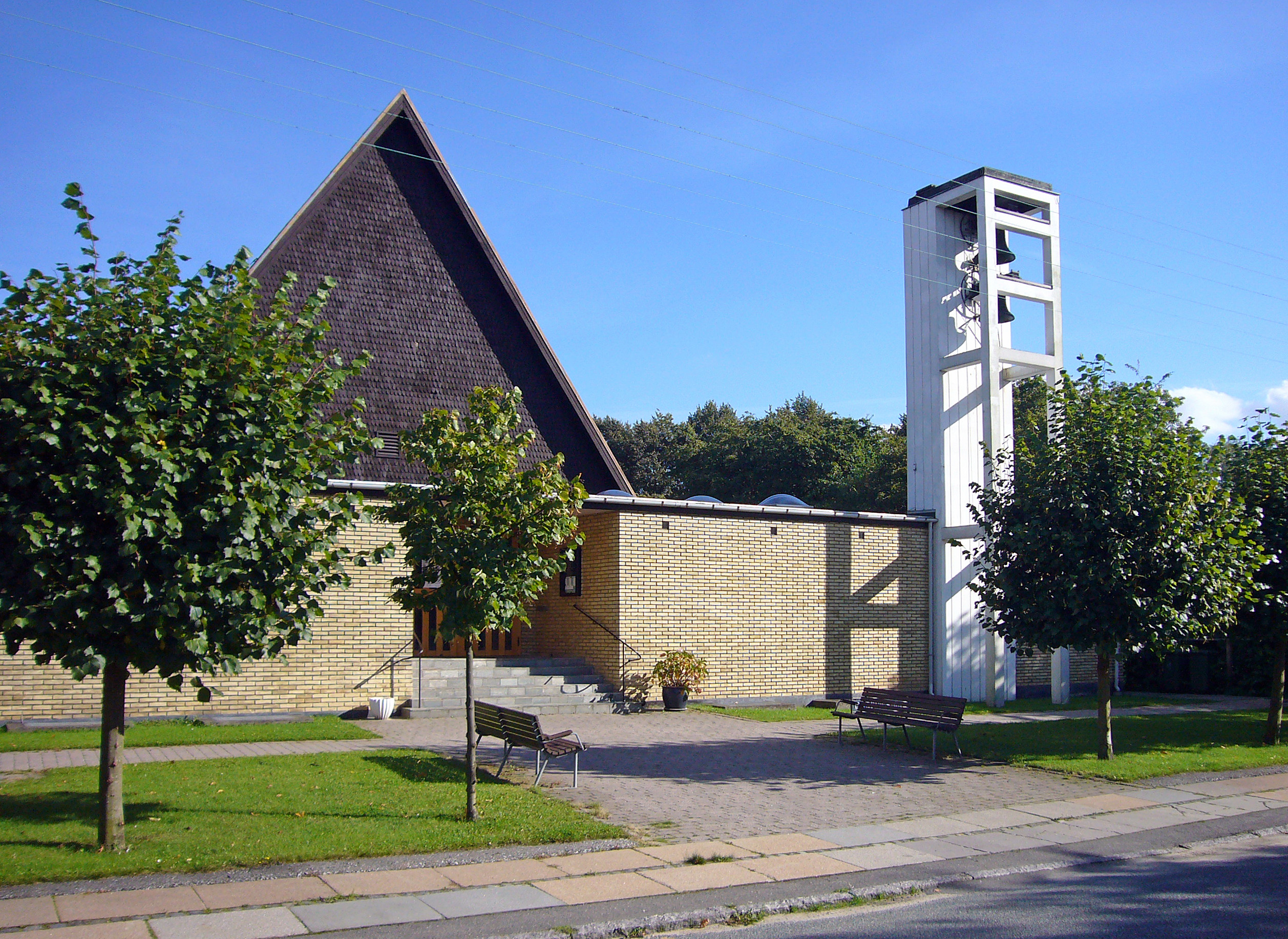
Emdrup Kirke
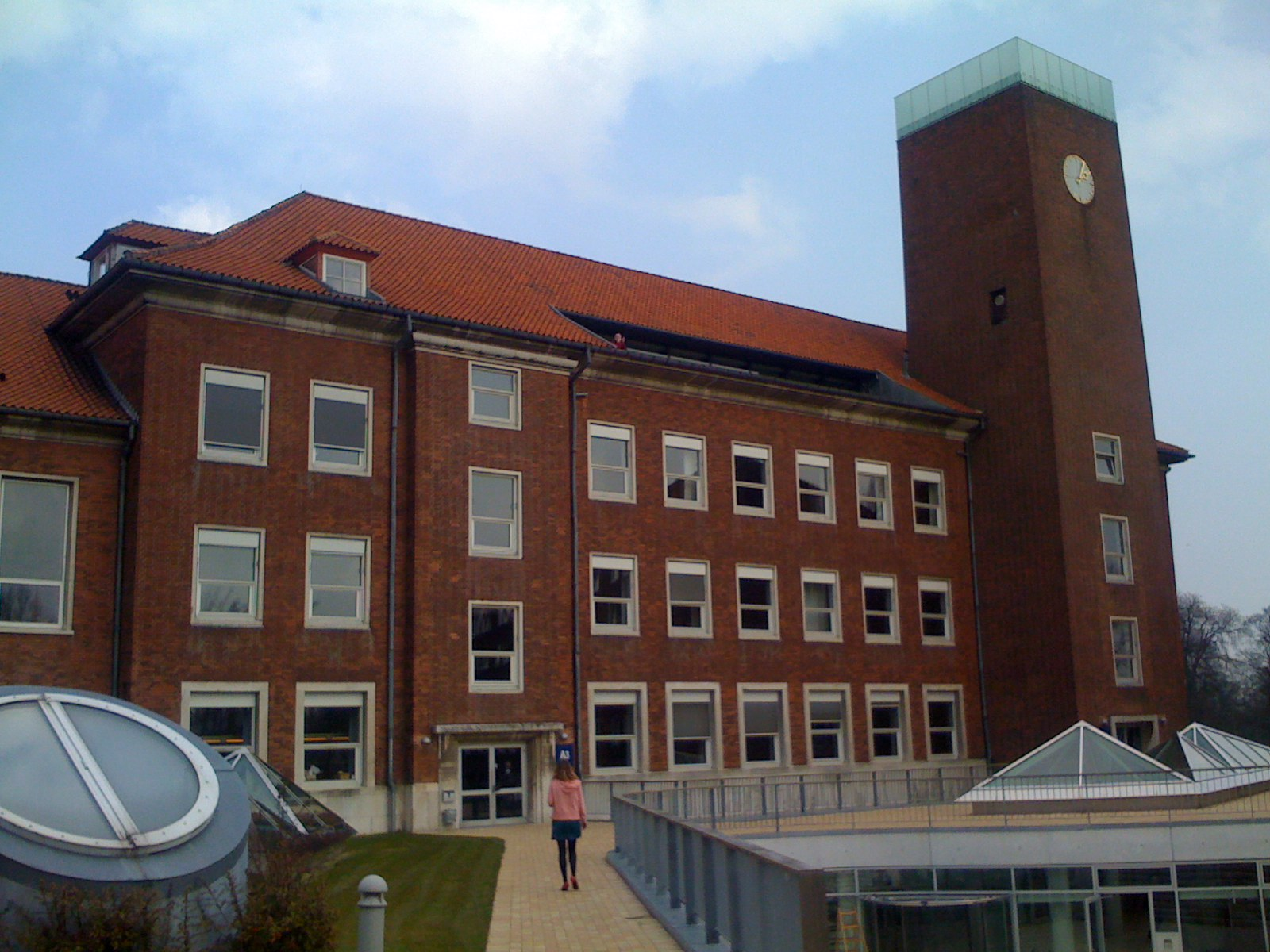
Århus Universitet Campus Emdrup